# Bernhard Hörmann

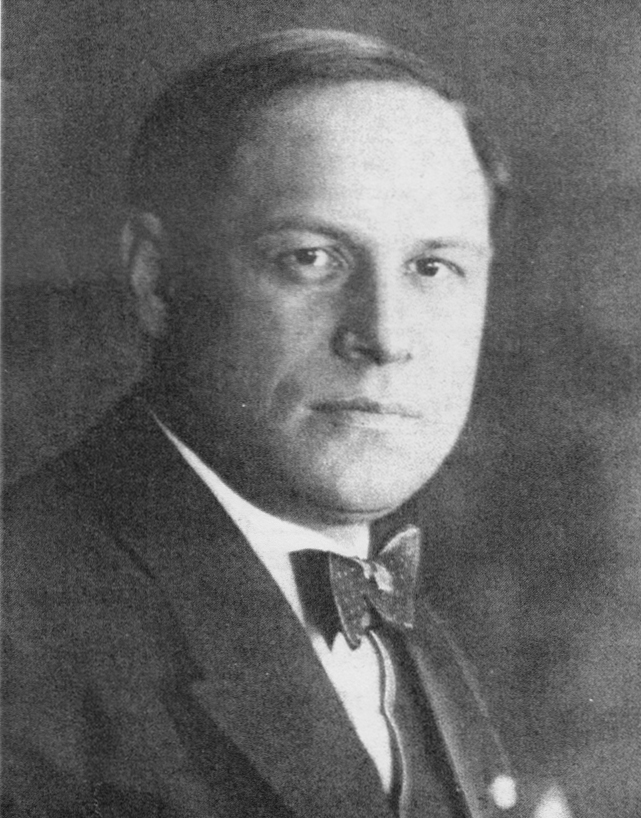
Bernhard Hörmann 1933

Bernhard Hörmann (* 20. September 1898 in München; † 4. Februar 1977 ebenda) war ein deutscher Arzt, Zahnarzt, Politiker (NSDAP) und NS-Funktionär im Gesundheitswesen.

## Leben
Hörmann leistete seinen Militärdienst als Sanitätsunteroffizier ab. Zunächst war er Mitglied im Deutschvölkischen Schutz- und Trutzbund und trat bereits im August 1920 der NSDAP und der SA bei.
1921 approbierte und promovierte Hörmann als Zahnarzt. Anschließend studierte er Wirtschaft- und Rechtswissenschaften und wurde nach bestandenem Examen 1924 Diplom-Kaufmann. Die ärztliche Approbation erhielt er 1925 und betätigte sich danach als Allgemeinmediziner und Zahnarzt. Zum 1. September 1928 trat er erneut der neu gegründeten NSDAP bei (Mitgliedsnummer 98.027). 1929 war er Gründungsmitglied des Nationalsozialistischen Deutschen Ärztebundes (NSDÄB) und von 1929 bis 1931 deren Geschäftsführer. 1932 wurde er erster Leiter der Abteilung Volksgesundheit in der Reichsregierung der NSDAP. Nach der Reichstagswahl März 1933 wurde er als Abgeordneter der NSDAP in den Reichstag gewählt. Er wurde außerdem 1933 Reichskommissar im Reichsministerium des Innern für das gesamte Heilwesen.
Im August 1933 wurde er nach Auflösung der Abteilung für Volksgesundheit aller Ämter enthoben und mit dem „Dank der Bewegung“ entlassen. Die Abteilung wurde ersetzt durch den Sachverständigenbeirat für Volksgesundheit sowie das spätere Hauptamt für Volksgesundheit der NSDAP. Hörmann blieb zwar weiterhin in verschiedenen Posten innerhalb des Hauptamtes aktiv, konnte aber an seine alte Position im Gesundheitswesen nie wieder anknüpfen. 1938 wurde er als Reichsamtleiter Beauftragter des Hauptamtes für Volksgesundheit für den Vierjahresplan. Zudem war er Leiter der Reichsarbeitsgemeinschaft Ernährung aus dem Wald. Im Rahmen dieser Tätigkeit publizierte er seit 1939 eine Reihe von Broschüren über in Deutschland heimische Heil- und Nährpflanzen. Sein zweibändiges Hauptwerk Pflanzen-Atlas wurde 1940 auch als achtbändige Reihe Pflanzen-Taschenbüchlein herausgegeben. Später wurde er außerdem Sachbearbeiter für biologische Fragen im Hauptamt für Volksgesundheit. Des Weiteren arbeitete er in der Reichsstelle gegen Missstände im Gesundheitswesen sowie in der 1942 eingerichteten Hauptstelle Okkultismusbekämpfung. Außerdem war er ab 1942 „beratender Hygieniker der Organisation Todt“.

## Werke
- Deutsche Hausteepflanzen: 20 heimische Hausteepflanzen. München: Franz’sche Buchdruckerei G. Emil Mayer 1939.
- Eßbare Wildfrüchte: 20 heimische Wildfrüchte als Nahrungs- u. Heilmittel. München: Franz’sche Buchdruckerei G. Emil Mayer 1939.
- Wildgemüse und Salate Teil 1 und 2. Schriftenreihe Heil- und Nährkräfte aus Wald und Flur. München: Franz’sche Buchdruckerei G. Emil Mayer 1939.
- Pflanzen-Atlas: Zum Sammeln und Verwerten heimischer Nähr- und Heilpflanzen aus Wald und Flur Teil 1 und 2. München: Franz’sche Buchdruckerei G. Emil Mayer 1940.
- Pflanzen-Taschenbüchlein. München: G. Franz’sche Buchdruckerei G. Emil Mayer 1940.
  - Pflanzen-Taschenbüchlein 1: Wildgemüse und -Salate
  - Pflanzen-Taschenbüchlein 2: Deutsche Hausteepflanzen/Eßbare Wildfrüchte
  - Pflanzen-Taschenbüchlein 3: Speise- und Giftpilze
  - Pflanzen-Taschenbüchlein 4: Deutsche Gewürzpflanzen
  - Pflanzen-Taschenbüchlein 5: Deutsche Heilpflanzen 1
  - Pflanzen-Taschenbüchlein 6: Deutsche Heilpflanzen 2
  - Pflanzen-Taschenbüchlein 7: Deutsche Heilpflanzen 3
  - Pflanzen-Taschenbüchlein 8: Deutsche Heilpflanzen 4
- Unsere natürliche Vitamin-C-Spender. München: Verlag der Pflanzenwerke 1941.
- Die Sanddornbeere (Hippóphae͏̈ rhamnoides L.): die beste natürliche Vitamin-C-Spenderin; Vorkommen, Anbau und Verwertung. München: Verlag der Pflanzenwerke 1941.